# 배터시 공원

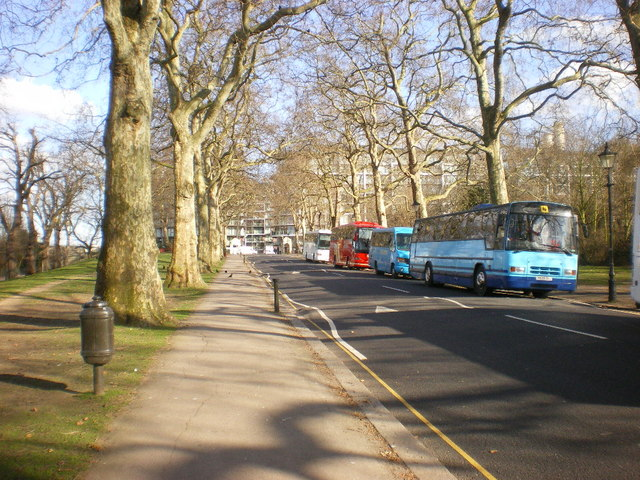
배터시

배터시 공원(Battersea Park)은 런던 배터시에 위치한 공원이다.